# Lauren Doyle
Lauren Doyle, född 23 februari 1991, är en amerikansk rugbyspelare. Hon ingick i det amerikanska lag som tog brons i sjumannarugby vid OS 2024 i Paris.